# Fredrik Petersen
Ne pas confondre avec le handballeur suédois Fredric Pettersson.
Fredrik Raahauge Petersen, né le 27 août 1983 à Ystad, est un handballeur suédois évoluant au poste d'ailier gauche.
International suédois entre 2003 et 2016, il a participé à de nombreuses compétitions internationales dont les Jeux olympiques de 2012 à Londres où il a été médaillé d'argent.

## Biographie
En 2012, après six ans au Danemark au GOG Svendborg TGI puis au Bjerringbro-Silkeborg, il signe pour un autre club danois, l'AG Copenhague, mais le club fait faillite en juillet. Petersen, qui vient juste de remporter une médaille d'argent aux Jeux olympiques de Londres, rejoint alors en août dans le club allemand du HSV Hambourg avec lequel il va remporter la Ligue des champions en fin de saison.
En décembre 2015, alors qu'il avait été nommé capitaine des Füchse Berlin en début de saison et que son contrat se finissait en théorie en juin 2017, le club berlinois et le joueur de 32 ans s'accordent pour une rupture de contrat. Si les rumeurs l'envoient vers un "top-club" européen, il retourne finalement au pays à l'HK Malmö.

## Palmarès

### Club
Compétitions internationales
- Ligue des champions (1) : 2013[4]

Compétitions nationales
- Championnat du Danemark (1) : 2007
  - vice-champion en 2011 et 2012

### Équipe nationale
- 12e place au Championnat d'Europe 2012 en Serbie
- Médaillé d'argent aux Jeux olympiques de 2012 à Londres
- 7e place au Championnat d'Europe 2014 au Danemark
- 10e place au Championnat du monde 2015 au Qatar
- 8e place au Championnat d'Europe 2016 en Pologne
- 11e place aux Jeux olympiques de 2016 à Rio de Janeiro